# Adalaria albopapillosa
Adalaria albopapillosa är en snäckart som först beskrevs av Dall 1871.  Adalaria albopapillosa ingår i släktet Adalaria och familjen Onchidorididae. Inga underarter finns listade i Catalogue of Life.